# Équipe de Belgique de football au Championnat d'Europe 1980
L'équipe de Belgique de football participe à son 2e championnat d'Europe lors de l'édition 1980 qui se tient en Italie du 11 juin 1980 au 22 juin 1980.
La Belgique remporte le groupe 2, devant l'Italie, l'Angleterre et l'Espagne, et se qualifie pour la finale face à l'Allemagne de l'Ouest, vainqueur du groupe 1. La Belgique s'incline sur le score de 2-1, le deuxième but allemand étant encaissé à deux minutes du terme de la rencontre. Ce très bon parcours confirme l'excellent niveau de l'équipe belge depuis le début des années 1970 et marque l'émergence d'une génération dorée qui connaîtra d'autres succès dans la décennie qui suit.
À titre individuel, l'attaquant Jan Ceulemans fait partie de l'équipe-type du tournoi.

## Phase qualificative
La phase qualificative est composée de trois groupes de cinq nations et quatre groupes de quatre nations. Les sept vainqueurs de poule se qualifient pour l'Euro 1980 et ils accompagnent l'Italie, qualifiée d'office en tant que pays organisateur. La Belgique remporte le groupe 2.

### Groupe 2
| Rang | Équipe   | Pts | J | G | N | P | Bp | Bc | Diff |  | Résultats (▼ dom., ► ext.) |     |     |     |     |     |
| ---- | -------- | --- | - | - | - | - | -- | -- | ---- |  | -------------------------- | --- | --- | --- | --- | --- |
| 1    | Belgique | 12  | 8 | 4 | 4 | 0 | 12 | 5  | +7   |  | Belgique                   |     | 1-1 | 2-0 | 2-0 | 1-1 |
| 2    | Autriche | 11  | 8 | 4 | 3 | 1 | 14 | 7  | +7   |  | Autriche                   | 0-0 |     | 1-2 | 3-2 | 4-0 |
| 3    | Portugal | 9   | 8 | 4 | 1 | 3 | 10 | 11 | -1   |  | Portugal                   | 1-1 | 1-2 |     | 1-0 | 3-1 |
| 4    | Écosse   | 7   | 8 | 3 | 1 | 4 | 15 | 13 | +2   |  | Écosse                     | 1-3 | 1-1 | 4-1 |     | 3-2 |
| 5    | Norvège  | 1   | 8 | 0 | 1 | 7 | 5  | 20 | -15  |  | Norvège                    | 1-2 | 0-2 | 0-1 | 0-4 |     |

## Phase finale

### Premier tour
| Groupe 2 |            |     |   |   |   |   |    |    |      |
|          | Équipe     | Pts | J | G | N | P | BP | BC | Diff |
| 1        | Belgique   | 4   | 3 | 1 | 2 | 0 | 3  | 2  | +1   |
| 2        | Italie     | 4   | 3 | 1 | 2 | 0 | 1  | 0  | +1   |
| 3        | Angleterre | 3   | 3 | 1 | 1 | 1 | 3  | 3  | +0   |
| 4        | Espagne    | 1   | 3 | 0 | 1 | 2 | 2  | 4  | -2   |

| 12 juin | Belgique   | 1 | 1 | Angleterre |
| 12 juin | Espagne    | 0 | 0 | Italie     |
| 15 juin | Belgique   | 2 | 1 | Espagne    |
| 15 juin | Angleterre | 0 | 1 | Italie     |
| 18 juin | Espagne    | 1 | 2 | Angleterre |
| 18 juin | Italie     | 0 | 0 | Belgique   |

Lors de la première journée, les Diables Rouges font match nul avec l'Angleterre en dominant l'entre-jeu.
| 12 juin 1980                      | Belgique      | 1 – 1 | Angleterre  | Stadio Comunale, Turin                          |                                                 |
| 17:45 · Historique des rencontres | Ceulemans 29e |       | Wilkins 26e | Spectateurs : 15 186 Arbitrage : Heinz Aldinger | Spectateurs : 15 186 Arbitrage : Heinz Aldinger |
| 17:45 · Historique des rencontres | (Rapport)     |       |             | Spectateurs : 15 186 Arbitrage : Heinz Aldinger | Spectateurs : 15 186 Arbitrage : Heinz Aldinger |

En se procurant un nombre important d'occasions, la Belgique remporte son deuxième match contre l'Espagne.
| 15 juin 1980                      | Belgique               | 2 – 1 | Espagne   | Stade Giuseppe-Meazza, Milan                    |                                                 |
| 17:15 · Historique des rencontres | Gerets 17e · Cools 65e |       | Quini 36e | Spectateurs : 11 430 Arbitrage : Charles Corver | Spectateurs : 11 430 Arbitrage : Charles Corver |
| 17:15 · Historique des rencontres | (Rapport)              |       |           | Spectateurs : 11 430 Arbitrage : Charles Corver | Spectateurs : 11 430 Arbitrage : Charles Corver |

La place de finaliste se joue entre la Belgique et l'Italie qui s'affrontent lors de la troisième journée, les deux équipes comptant trois points (une victoire et un nul). Le résultat de l'autre match du groupe n'influe éventuellement que pour l'accès à la "petite finale" (disputée entre les deux seconds de groupe). Pour disputer la première grande finale de son histoire, la Belgique n'a besoin que d'un match nul, en raison du critère du nombre de buts marqués (un de plus que l'Italie). Les Diables Rouges verrouillent en défense et assurent le résultat en prenant leurs adversaires italiens à leur propre jeu dans un match tactique.
| 18 juin 1980                      | Italie    | 0 – 0 | Belgique | Stade olympique, Rome                                          |                                                                |
| 20:30 · Historique des rencontres |           |       |          | Spectateurs : 42 318 Arbitrage : António José da Silva Garrido | Spectateurs : 42 318 Arbitrage : António José da Silva Garrido |
| 20:30 · Historique des rencontres | (Rapport) |       |          | Spectateurs : 42 318 Arbitrage : António José da Silva Garrido | Spectateurs : 42 318 Arbitrage : António José da Silva Garrido |

### Finale
Après avoir fait jeu égal avec l'Allemagne (ce qui vaudra aux Belges les éloges du sélectionneur adverse), les Diables Rouges finissent par céder en fin de rencontre en concédant un but de la tête de Hrubesch sur corner. Avec cette place de vice-champion d'Europe, le parcours de la Belgique lors de cet Euro italien est encore considéré aujourd'hui par certains acteurs comme son meilleur dans une grande compétition.
| Titulaires : |  |
| |  |
| Harald Schumacher · Manfred Kaltz · Karl-Heinz Förster · Uli Stielike · Bernard Dietz · Bernd Schuster · Hans-Peter Briegel 55e · Hansi Müller · Karl-Heinz Rummenigge · Horst Hrubesch · Klaus Allofs · |  |
| Remplaçants : |  |
| 55e Bernhard Cullmann · |  |
| Entraîneur : |  |
| Josef Derwall |  |

| Titulaires : |  |
| |  |
| Jean-Marie Pfaff Éric Gerets Luc Millecamps Walter Meeuws Michel Renquin Wilfried Van Moer René Vandereycken Julien Cools Raymond Mommens François Van Der Elst Jan Ceulemans |  |
| Entraîneur : |  |
| Guy Thys |  |

| Titulaires : |  |
| |  |
| Harald Schumacher · Manfred Kaltz · Karl-Heinz Förster · Uli Stielike · Bernard Dietz · Bernd Schuster · Hans-Peter Briegel 55e · Hansi Müller · Karl-Heinz Rummenigge · Horst Hrubesch · Klaus Allofs · |  |
| Remplaçants : |  |
| 55e Bernhard Cullmann · |  |
| Entraîneur : |  |
| Josef Derwall |  |

| Titulaires : |  |
| |  |
| Jean-Marie Pfaff Éric Gerets Luc Millecamps Walter Meeuws Michel Renquin Wilfried Van Moer René Vandereycken Julien Cools Raymond Mommens François Van Der Elst Jan Ceulemans |  |
| Entraîneur : |  |
| Guy Thys |  |

## Effectif
Sélectionneur : Guy Thys
| No. | Pos.      | Joueur                | Date de naissance et âge | Sélec. | Club              |
| --- | --------- | --------------------- | ------------------------ | ------ | ----------------- |
| 1   | Gardien   | Theo Custers          | 10 août 1950             |        | Royal Antwerp     |
| 2   | Défenseur | Eric Gerets           | 18 mai 1954              |        | Standard de Liège |
| 3   | Défenseur | Luc Millecamps        | 10 septembre 1951        |        | KSV Waregem       |
| 4   | Défenseur | Walter Meeuws         | 11 juillet 1951          |        | Club Brugge       |
| 5   | Défenseur | Michel Renquin        | 3 novembre 1955          |        | Standard de Liège |
| 6   | Milieu    | Julien Cools          | 13 février 1947          |        | K Beerschot VAC   |
| 7   | Milieu    | René Vandereycken     | 22 juillet 1953          |        | Club Brugge       |
| 8   | Milieu    | Wilfried van Moer     | 1er mars 1945            |        | K Beringen FC     |
| 9   | Attaquant | François van der Elst | 1er décembre 1954        |        | Anderlecht        |
| 10  | Attaquant | Erwin Vandenbergh     | 26 janvier 1959          |        | Lierse SK         |
| 11  | Attaquant | Jan Ceulemans         | 28 février 1957          |        | Club Brugge       |
| 12  | Gardien   | Jean-Marie Pfaff      | 4 décembre 1953          |        | KSK Beveren       |
| 13  | Milieu    | Maurice Martens       | 5 juin 1947              |        | RWD Molenbeek     |
| 14  | Défenseur | Gérard Plessers       | 30 mars 1959             |        | Standard de Liège |
| 15  | Milieu    | René Verheyen         | 20 mars 1952             |        | KSC Lokeren       |
| 16  | Milieu    | Marc Millecamps       | 9 octobre 1950           |        | KSV Waregem       |
| 17  | Milieu    | Raymond Mommens       | 27 décembre 1958         |        | KSC Lokeren       |
| 18  | Milieu    | Guy Dardenne          | 19 octobre 1954          |        | KSC Lokeren       |
| 19  | Attaquant | Willy Wellens         | 29 mars 1954             |        | Standard de Liège |
| 20  | Gardien   | Michel Preud'homme    | 24 janvier 1959          |        | Standard de Liège |
| 21  | Défenseur | Jos Heyligen          | 30 juin 1947             |        | K Beringen FC     |
| 22  | Attaquant | Ronny Martens         | 22 décembre 1958         |        | Anderlecht        |

## Navigation